# Vulcanus (Schiff, 1956)
Das Müllverbrennungsschiff Vulcanus wurde von 1972 bis 1990 zur Abfallverbrennung genutzt.

## Geschichte

### Als Trockenfrachter
Die Reederei Richard Schröder aus Hamburg orderte 1955 einen Trockenfrachter bei der Hamburger Norderwerft Köser & Meyer. Diese ließ am 10. November 1955 unter der Baunummer 818 den Stückgutfrachter Erich Schröder vom Stapel. Nach der Werftprobefahrt ab 29. Dezember 1955 wurde das Schiff am 17. Januar 1956 an die Reederei abgeliefert. Die Erich Schröder war als Dreiinselschiff mit achterem Maschinenraum und mittlerem Brückenaufbau ausgeführt. Es verfügte über drei Luken, deren Ladegeschirr aus einem 25-Tonnen-Ladebaum und zehn 5-Tonnen-Ladebäumen bestand. Im August 1962 wurde das Schiff auf die Reederei Richard Schröder K.G. in Hamburg übertragen und im Februar 1972 an die Ocean Combustion Service N. V. in Rotterdam veräußert.

### Einsatz als Müllverbrennungsschiff
Die niederländische Gesellschaft ließ das Schiff ab 11. Februar 1972 auf der Rotterdamer Werft K. A. van Brink zum Verbrennungsschiff für Chemikalienabfall umbauen. Dabei wurde das Schiff mit Tanks für den Transport der zu verbrennenden Abfälle und zwei auf dem Achterschiff angeordnete Verbrennungsöfen ausgerüstet, in denen die Verbrennung des Abfalls bei Temperaturen von 1300 bis 1400 Grad Celsius stattfand. Am 15. September 1972 lieferte die Werft das fertiggestellte Schiff an die Vulcanus Shipping Pte. Ltd. in Singapur ab, die es als Vulcanus in Fahrt setzte. Verwaltet wurde das Schiff durch die Ocean Combustion Service, die Bereederung übernahm die renommierte Reederei Deutsche Dampfschifffahrts-Gesellschaft „Hansa“ in Bremen. Das Schiff wurde hauptsächlich von Rotterdam aus in der Nordsee eingesetzt, übernahm aber auch andere Einsätze. So entsorgte die Vulcanus 1977 im Südpazifik über acht Millionen Liter des Entlaubungsmittels Agent Orange aus dem Vietnamkrieg.
Nach dem Konkurs der DDG Hansa am 18. August 1980 wurde die Vulcanus noch bis 1983 weiterbetrieben. Im Jahr 1983 erhielt das Schiff bei der Jurong Werft in Singapur ein komplett neues Vorschiff mit Einrichtungen für den Transport von Chemikalienabfällen. Das alte Vorschiff wurde ab dem 4. Mai 1983 bei Lien Ho Hsing Steel Enterprise Company in Kaohsiung verschrottet. Nach erfolgtem Umbau setzte man das Schiff unter dem Namen Vulcanus I erneut zur Abfallverbrennung in Fahrt. Wachsender Widerstand von Umweltverbänden führte bei der dritten Nordseeschutzkonferenz der Nordseeanrainerstaaten im Jahr 1990 zu dem Beschluss, die Abfallverbrennung auf dem Meer zum 31. Dezember 1991 gesetzlich zu verbieten. Der Beschluss wurde am 23. Juni 1990 von der OSPAR-Kommission übernommen. Daraufhin verkaufte man das Schiff noch im selben Jahr an die dänische Reederei Simonsen.

### Weitere Karriere
Die Rederiet M.H. Simonsen in Svendborg trug das Schiff 1990 als Oragreen auf die Simonsen Tankers in Nassau (Bahamas) ein und ließ es zum Bunkertanker umbauen. Bis zum Jahr 2004 verblieb das Schiff bei Simonsen, am 3. Mai 2004 übernahm die nigerianische Reederei Kotram Nigeria in Lagos/Apapa das Schiff in Dakar (Senegal) und ließ es als Kotrando eintragen. Bemerkenswerterweise tauchte das Schiff für den 27. September 2005 nochmals mit dem alten Namen Oragreen bei einem Piratenüberfall vor Westafrika auf. Im Jahr 2012 wurde die Kotrando schließlich als Totalverlust gemeldet.